# Leões da Fabulosa
O Grêmio Recreativo Esportivo e Cultural Leões da Fabulosa é a maior e mais antiga torcida organizada da Associação Portuguesa de Desportos. Foi criada em 26 de fevereiro de 1972. Seu lema é: A Portuguesa nos uniu e nada vai nos separar, e seu símbolo é um leão.

## História
O nome da torcida, Leões da Fabulosa, tem origem em uma frase cunhada pela imprensa esportiva paulista da época de sua criação que, quando a Portuguesa entrava em campo, anunciava: "entram em campo os leões da Portuguesa com sua fabulosa torcida".
A história dos Leões da Fabulosa começa no início dos anos 70, mais precisamente em 26 de fevereiro de 1972. Na época, alguns times  já possuíam suas torcidas uniformizadas, e com o surgimento dos Leões, a Portuguesa também ganhava sua primeira torcida.
Vieram os anos 80 e a torcida passava a ser ainda mais conhecida nacionalmente, em especial pela presença
constante nos jogos da Lusa, nos mais distantes lugares. Essa sempre foi uma característica forte dos Leões:
o apoio incondicional dentro e fora do Canindé.[carece de fontes?]
A torcida atingiu a maioridade mais forte do que nunca, com seu nome estabelecido nacionalmente, membros
atuantes e participação direta nos rumos da Portuguesa. Durante os anos 90 continuou, como sempre, ao lado do clube, mesmo no período de banimento das torcidas organizadas no estado de São Paulo. [carece de fontes?]
Ainda durante esta década, chegou a atuar no Carnaval, como um bloco carnavalesco.
Em 2013 envolveu-se em tumulto com a torcida do Coritiba. Com o rebaixamento da Portuguesa, ao final do mesmo ano, seu presidente culpou o presidente do clube de futebol pelo ocorrido, revelando que há muito ocorriam divergências entre a diretoria do clube e a diretoria da organizada.